# José Roitberg
José Roitberg (Rio de Janeiro, ? de ?) é um jornalista brasileiro diretor do programa Comunidade na TV da FIERJ - Federação Israelita do Rio de Janeiro e colaborador do Jornal Alef, da comunidade judaica carioca. Seus textos são publicados por mais de 25 mídias judaicas e não judaicas no Brasil. Trabalhado nos jornais SobreRodas, Club Motor e criado as revistas Tiro Sport (10 edições), Terramaster, sobre veículos 4x4 (3 edições), Jipemania (58 edições) e o jornal Automotivos (12 edições). Jipemania foi uma criação que seguiu o caminho inverso do tradicional, tendo nascido na internet em 1994 e migrado para o papel impresso. Foi um dos criadores e atual colaborador do Portal-Automotivos, o de maior acesso na mídia especializada em indústria automobilística no Brasil.
Foi o representante da CONIB - Confederação Israelita do Brasil, no painel de mídia da preparatória nacional para a Conferência Internacional Contra o Racismo, em Durban, onde apresentou à comunidade negra, excluída digitalmente no Brasil, o imenso conteúdo racista contra afro-descententes mantido por grupos radicais brasileiros em provedores de internet no Brasil e no exterior. Atualmente colabora com a SaferNet.
Em 1995 também criou a newslleter Midia Judaica Independente, com mais de mil edições, enviada atualmente para mais de 10.000 endereços de email, criando um jornalismo judaico ágil, dinâmico e totalmente independente financeiramente, trazendo à tona dolorosas verdades sobre o racismo e o anti-semitismo no Brasil e no mundo. A Midia Judaica Independente, alterou a forma como as outras mídias judaicas brasileiras passaram a expor tais problemas.
É um dos maiores documentadores da História da Publicidade da Coca-Cola e do Natal, com milhares de anúncios publicitários organizados e disponíveis na Internet, trabalho também inciado em 1995. Seu site sobre isto é considerado como referência para estudantes e professores de publicidade e marketing.
Durante o caso de repercussão internacional sobre a publicação dos cartuns sobre Maomé na Dinamarca, foi o único jornalista a mostrar que a face de Maomé e outras personalidades importantes do Islã foram mostradas impressas, pelos próprios muçulmanos ao longo dos séculos, expondo vasta documentação em seu site.
Em novembro de 2006 introduziu o conceito de utilizar o Youtube para a veiculação permanente do conteúdo completo do programa semanal Comunidade na TV, tornando-o o primeiro programa comunitário judaico no mundo a ser integralmente disponível em TV aberta, TV a cabo e na Internet possibilitando a brasileiros o acompanharem de qualquer país. Essa iniciativa pioneira foi seguida em julho de 2007 pelo programa da AMIA - Associação Mutual Israelita da Argentina.
Seu nome teve grande repercussão após o falecimento do humorista Cláudio Besserman Viana , o Bussunda (2006), quando defendeu o direito da esposa dele optar por um enterro em cemitério não judaico, e mais recentemente, durante o caso de racismo contra o Clodovil Hernandez, processado por declarações racistas contra americanos, negros e judeus, dadas num programa de rádio no Rio de Janeiro em outubro de 2006. A partir de novembro de 2006 passou a dirigir o programa Comunidade na TV a mais antiga produção independente da televisão brasileira, criado em 3 de novembro de 1985, com mais de 1.200 shows semanais.
A partir de março de 2009 foi nomeado representante do Departamento de Ensino do Yad Vashem para o Brasil.